# パーフェクトファミリー
『パーフェクトファミリー』（Perfectfamily）は、菅知香による日本の長編小説。書下ろし。

## 概要
「児童虐待」をテーマにした作品。
虐待する者、される者。被虐待児を救おうとする者、救えない者――。様々な人物の視点から、全7章で構成されている。
行方不明になったひとりの少年。その事件により、登場人物の過去と現在が交差する。すべての人の心に潜む、『闇』と『光』を描き出した作品。

## あらすじ
多摩南児童相談所の職員・国枝夏希は実母と継父からの虐待を疑われる木村雅実を担当していた。証拠はなく、また雅実本人も虐待を否定。調査は終了となったが、夏希は心のどこかで引っかかっていた。そんな折、雅実が行方不明になってしまう。
木村雅実行方不明事件にあたる調布東署の横田義之の元に、警視庁から末次紀夫という一風変わった刑事がやってくる。末次は、未解決の五件の児童行方不明事件を追っていた。これらの事件と雅実の事件が関連しているとにらみ、独自の視点で捜査を開始する。
一方、雅実が行方不明になった頃、江戸川区に住む主婦・日下部悦子は、神恵光という男から、『パーフェクトファミリー』という養子縁組のシステムについて説明を受けていた。
事件解明の過程で明らかになる夏希の過去、雅実の妹の死。事件は思わぬ方向に展開していく――。